# فيكتوريا رودريغيز (ممثلة)
فيكتوريا رودريغيز (بالإسبانية: Victoria Rodríguez)‏ هي ممثلة إسبانية، ولدت في 24 سبتمبر 1931 في إسبانيا، وتوفيت في 15 يوليو 2020 في مدريد في إسبانيا بسبب ذات الرئة.

## وصلات خارجية
- فيكتوريا رودريغيز على موقع IMDb (الإنجليزية)